# Danais fragrans
Danais fragrans är en måreväxtart som först beskrevs av Jean-Baptiste de Lamarck, och fick sitt nu gällande namn av Christiaan Hendrik Persoon. Danais fragrans ingår i släktet Danais och familjen måreväxter. Inga underarter finns listade i Catalogue of Life.